# Nuestra Señora de los Reyes (Las Palmas de Gran Canaria)
La Virgen de los Reyes es una imagen de la Virgen María que se venera en la ermita del mismo nombre en la ciudad de Las Palmas de Gran Canaria, Gran Canaria, España. La actual imagen de la Virgen es obra anónima de 1794 procedente de Madrid y el Niño Jesús es obra de José Luján Pérez.

## Imagen de la Virgen
Dentro de la hornacina central de la ermita descansa un artístico basamento de madera, tallada y dorada, que sirve de peana a la esbelta, devota y antigua imagen de Nuestra Señora de los Reyes.
La primera imagen de la Virgen fue encargada por el reedificador de la ermita Rodrigo de León. El rostro de la actual imagen de la Virgen tiene gracia singular a pesar del desafortunado retoque sufrido, que ha empañado la hermosa tez y desvirtuado la expresión de su cara.
Las imágenes de la Virgen y el Niño Jesús están revestidas con antiguas telas. Sus cabezas llevan vistosas coronas de plata sobredorada. La Virgen porta en su mano derecha el cetro del mismo metal.A los pies de Nuestra Señora, descansa una luna también de plata.
La actual imagen de la Virgen de los Reyes fue realizada y estrenada en 1794. De ello da testimonio el licenciado Isidoro Romero Ceballos en su Diario Cronológico e histórico, al consignar que “la estatua de rostro y manos de Ntra. Sra. de los Reyes en su Hermita de esta ciudad se estrenó este año haviéndose quitado el rostro y manos de la antigua. La imagen se hizo en Madrid.”

## Historia de imagen
La Virgen de los Reyes, gozó de especial devoción en los siglos XVII, XVIII y XIX. Debido a esta devoción se pudo darle un culto que se prolongó en el tiempo, siendo incluso titular de la extinguida Hermandad de Nuestra Señora de los Reyes.
Desde antiguo existían en Las Palmas de Gran Canaria numerosas hermandades y cofradías que tenían su sede canónica en los conventos de los franciscanos, dominicos, agustinos. De ellas recordamos la cofradía extinguida del Rosario en la parroquia de santo Domingo, la de Nuestra Señora de la Soledad de la Portería fundada alrededor del año 1530 en el convento ahora parroquia de san Francisco de Asís y la de Nuestra Señora de los Reyes hoy extinguida y que tuvo su sede canónica en la ermita de su mismo nombre.

## Cultos y salidas procesionales

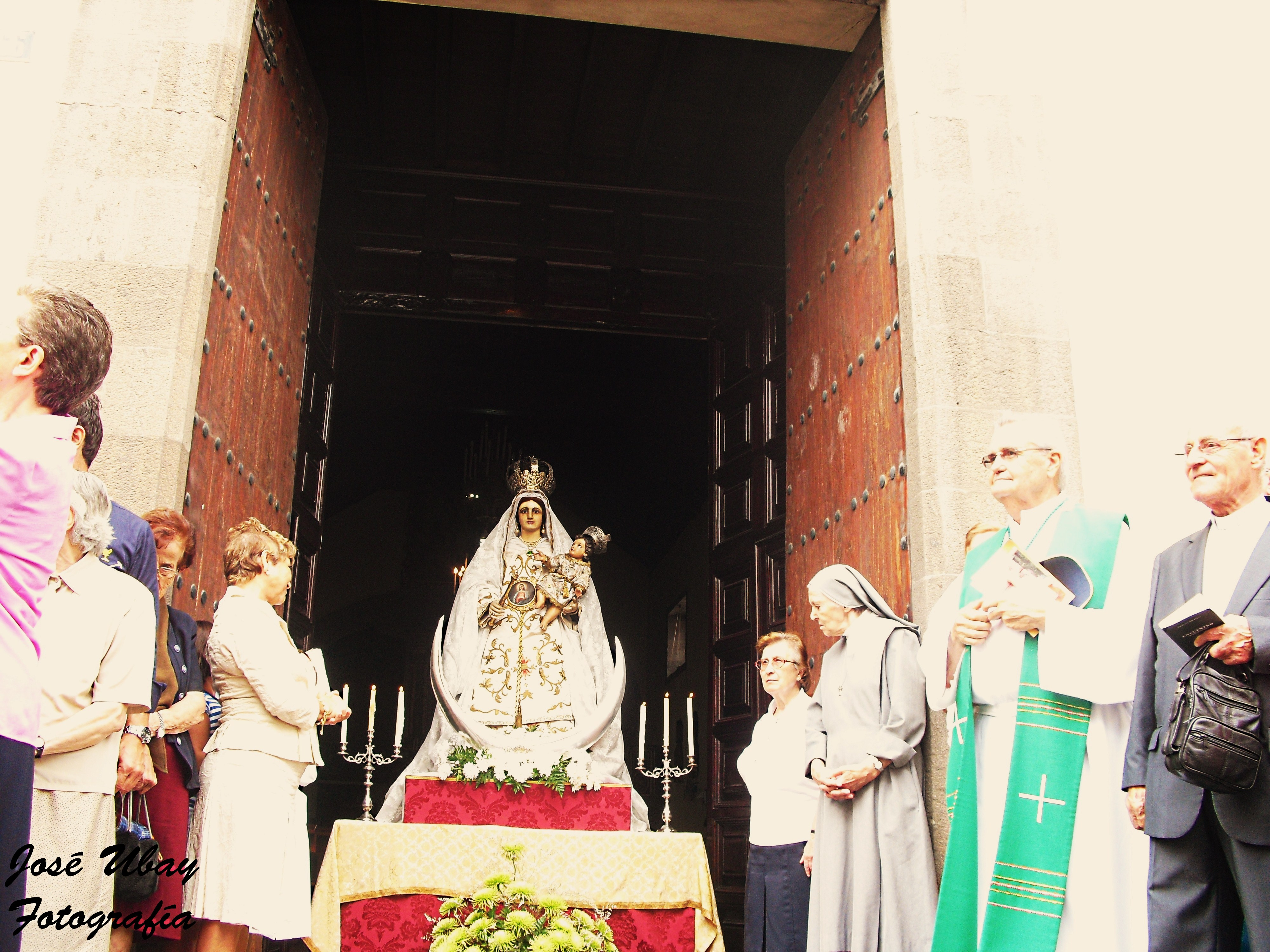
Salida al pórtico de la Virgen de los Reyes para recibir a Nuestro Padre Jesús de la Salud en su salida extraordinaria celebrada el 31 de octubre de 2010 en Las Palmas de Gran Canaria.

El día 6 de enero, día de la Epifanía del Señor, popularmente conocido como día de Reyes, había siempre procesión solemne, al igual que en su octava, recorriendo las calles del barrio histórico de Vegueta.
En el siglo XVIII y par te del XIX la imagen de la Virgen de los Reyes formó parte junto con otras imágenes en la procesión del Corpus Christi. El lugar que ocupaba la imagen en la magna procesión era delante del Santísimo Sacramento y fuera del Cuerpo del Cabildo Catedral, encontrarse en Las Palmas de Gran Canaria la Virgen del Pino colocaban a esta después del Santísimo y dentro del Cuerpo Capitular.
Al final del siglo XIX y comienzos del XX la Virgen de los Reyes gozó de fiestas solemnes en el barrio, pero no ya organizadas por su Hermandad, desaparecida, sino por la Junta de Comisionados integrada por la juventud del barrio de Vegueta.
El culto a la Virgen en la década de 1940 se concretaron a los que organizaba la parroquia de santo Domingo, con rosario cantado, lectura y preces de la novena y sermón en el mes de enero. Para ello se exponía a la Virgen en su trono, bajo su sol de estrellas. En los últimos años de la celebración de sus cultos se decoraba el altar dejándola en su hornacina.
En 1944 debido a la reconstrucción de la ermita ya entonces anexa al convento de las religiosas Adoratrices se celebraron solemnes cultos con motivo de la bendición de la ermita reconstruida debido a las ruinas por las que estuvo amenazada.
La Virgen realizó desde entonces su salida procesional en la víspera de su festividad hasta la década de 1960, cuando definitivamente dejó de salir en procesión debido al auge de la cabalgata de Reyes en la ciudad. Después de cerca de cincuenta años sin salir en procesión la Virgen de los Reyes salió al pórtico de su ermita el 31 de octubre de 2010 a recibir a Nuestro Padre Jesús de la Salud que con motivo del 25 aniversario de su bendición realizaba una salida extraordinaria.
Actualmente recibe culto de forma puntual cuando su templo es abierto para acoger espacios de oración y otros cultos consagrados por la comunidad religiosa de las Adoratrices.
Debido a esta trayectoria histórica en la ciudad palmense su templo tiene la consideración de Santuario Mariano en la ciudad de Las Palmas de Gran Canaria junto con la parroquia de san Francisco de Asís por recibir culto allí la imagen de Nuestra Señora de la Soledad de la Portería y la catedral de Canarias por la popular Dolorosa de Luján Pérez.